# Румунські імена
Румунські імена — особові імена і прізвища, які поширені серед румунів і молдован.
Як і в більшості країн Західної і Центральної Європи в офіційних документах особисте ім’я передує прізвищу. Зворотний порядок використовується  в упорядкованих за алфавітом списках, в тому числі в заголовках статей класичних енциклопедій.
До 19-го століття повне ім'я особи складалося у формі «[ім'я] [ім'я батька] [ім'я дідуся]». Нечисленні винятки стосувались відомих або благородних людей (бояр). Реформа 1850 змінила формат імені в західному стилі: особове ім'я, за яким слідує прізвище. Середнє ім'я (друге) також є досить поширеним явищем.  Імена в основному запозичені з латини, грецької, церковнослов'янської та інших мов.

## Особові імена
Серед особових імен, що використовуються на території Румунії та Молдови, зустрічаються імена: 
- з православного календаря (Andrei, Gheorghe, Maria)
- похідні від румунських лексем (Luminiţa, Viorela)
- слов'янські імена (Vlad)
- з католицького календаря (Albert, Ferdinand)
- запозичені з італійської та іспанської (Beatrice, Bianca)